# Liste der Botschafter von San Marino beim Heiligen Stuhl
Die Liste der Botschafter von San Marino beim Heiligen Stuhl bietet einen Überblick über die Leiter der diplomatischen Vertretung von San Marino beim Heiligen Stuhl seit der Aufnahme diplomatischer Beziehungen im Jahre 1926. Es handelt sich hierbei um nicht-residierende Botschafter.
| Amtszeit  | Name                       | Anmerkung     |
| --------- | -------------------------- | ------------- |
| ...       |                            |               |
| 1998–2008 | Giovanni Galassi           | Botschafter   |
| 2008–2014 | Sante Canducci             | Botschafter   |
| 2014–2016 | Clelio Galassi             | Botschafter   |
| 2016–     | Maria Alessandra Albertini | Botschafterin |